# Корницька сільська рада (Самбірський район)
Корницька сільська рада — орган місцевого самоврядування у Самбірському районі Львівської області. Адміністративний центр — село Корничі.

## Загальні відомості
Корницька сільська рада утворена 6 квітня 1973 року. Територією ради протікає річка Болозівка.

## Населені пункти
Сільській раді підпорядковані населені пункти:
- с. Корничі
- с. Бірчиці
- с. Нові Бірчиці

## Склад ради
Рада складається з 14 депутатів та голови.

### Керівний склад ради
| ПІБ                  | Основні відомості                                                                     | Дата обрання | Дата звільнення |
| -------------------- | ------------------------------------------------------------------------------------- | ------------ | --------------- |
| Слабик Іван Іванович | Сільський голова, 1950 року народження, освіта вища, член Української Народної Партії | 26.03.2006   | 31.10.2010      |
| Слабик Іван Іванович | Сільський голова, 1950 року народження, освіта вища, член Української Народної Партії | 31.10.2010   |                 |

Примітка: таблиця складена за даними джерела